# گئورگ کاروارنتس
گئورگ کاروارنتس (ارمنی: Գևորգ Կառվարենց (Արաբաջյան)؛ انگلیسی: Georg Karvarents زادهٔ ۱۸ مهٔ ۱۸۹۲ - درگذشته ۵ سپتامبر ۱۹۴۶) شاعر اهل ارمنستان بود.

## زندگی‌نامه
وی با نام اصلی گئورگ آرپاچیان (ارمنی: Գևորգ Արաբաջյան) در بولو (شمالغرب آنکارا و جنوب زونگولداک) ترکیه به دنیا آمد و در اسمیرنا و در مدرسه ارمنی در پارتیزاک تحصیل نمود و تا زمان جنگ جهانی اول در کنستانتینوپل تدریس نمود. از قتل عام و تبعید ارامنه در سال ۱۹۱۵ جان سالم به در برد و تدریس در یونان را از سر گرفت (۱۹۲۲-۱۹۴۳). وی در	۵ سپتامبر ۱۹۴۶ در سن ۵۴ سالگی در میلان درگذشت و در سنت قازار ونیز به خاک سپرده شد.